# Bordeaux-Saint-Clair
Bordeaux-Saint-Clair és un municipi francès situat al departament del Sena Marítim i a la regió de Normandia. L'any 2007 tenia 587 habitants.

## Demografia

### Població
El 2007 la població de fet de Bordeaux-Saint-Clair era de 587 persones. Hi havia 208 famílies de les quals 44 eren unipersonals (12 homes vivint sols i 32 dones vivint soles), 72 parelles sense fills i 92 parelles amb fills.
La població ha evolucionat segons el següent gràfic:
Habitants censats

### Habitatges
El 2007 hi havia 270 habitatges, 214 eren l'habitatge principal de la família, 52 eren segones residències i 4 estaven desocupats. Tots els 267 habitatges eren cases. Dels 214 habitatges principals, 185 estaven ocupats pels seus propietaris, 23 estaven llogats i ocupats pels llogaters i 6 estaven cedits a títol gratuït; 1 tenia una cambra, 7 en tenien dues, 29 en tenien tres, 65 en tenien quatre i 111 en tenien cinc o més. 171 habitatges disposaven pel capbaix d'una plaça de pàrquing. A 100 habitatges hi havia un automòbil i a 93 n'hi havia dos o més.

### Piràmide de població
La piràmide de població per edats i sexe el 2009 era:
| Homes | Edats   | Dones |
| ----- | ------- | ----- |
| 0     | 95 o +  | 0     |
| 0     | 90 a 94 | 0     |
| 0     | 85 a 89 | 4     |
| 8     | 80 a 84 | 0     |
| 8     | 75 a 79 | 8     |
| 8     | 70 a 74 | 12    |
| 20    | 65 a 69 | 16    |
| 16    | 60 a 64 | 16    |
| 4     | 55 a 59 | 16    |
| 12    | 50 a 54 | 16    |
| 16    | 45 a 49 | 28    |
| 28    | 40 a 44 | 16    |
| 28    | 35 a 39 | 4     |
| 16    | 30 a 34 | 24    |
| 12    | 25 a 29 | 28    |
| 8     | 20 a 24 | 4     |
| 44    | 15 a 19 | 20    |
| 16    | 10 a 14 | 8     |
| 32    | 5 a 9   | 20    |
| 8     | 0 a 4   | 40    |

## Economia
El 2007 la població en edat de treballar era de 365 persones, 259 eren actives i 106 eren inactives. De les 259 persones actives 230 estaven ocupades (131 homes i 99 dones) i 28 estaven aturades (12 homes i 16 dones). De les 106 persones inactives 27 estaven jubilades, 35 estaven estudiant i 44 estaven classificades com a «altres inactius».

### Ingressos
El 2009 a Bordeaux-Saint-Clair hi havia 222 unitats fiscals que integraven 610,5 persones, la mediana anual d'ingressos fiscals per persona era de 17.653 €.

### Activitats econòmiques
Dels 20 establiments que hi havia el 2007, 5 eren d'empreses de construcció, 2 d'empreses de comerç i reparació d'automòbils, 2 d'empreses d'hostatgeria i restauració, 1 d'una empresa immobiliària, 7 d'empreses de serveis, 1 d'una entitat de l'administració pública i 2 d'empreses classificades com a «altres activitats de serveis».
Dels 7 establiments de servei als particulars que hi havia el 2009, 1 era un guixaire pintor, 2 fusteries, 2 lampisteries, 1 perruqueria i 1 tintoreria.
Dels 2 establiments comercials que hi havia el 2009, 1 era una botiga de més de 120 m² i 1 una llibreria.
L'any 2000 a Bordeaux-Saint-Clair hi havia 7 explotacions agrícoles.

## Equipaments sanitaris i escolars
El 2009 hi havia una escola elemental integrada dins d'un grup escolar amb les comunes properes formant una escola dispersa.

## Poblacions més properes
El següent diagrama mostra les poblacions més properes.